# 200 meter för herrar i friidrott vid olympiska sommarspelen 1976
200 meter herrar vid olympiska sommarspelen 1976 i Montréal avgjordes 25-26 juli. 

## Medaljörer
| Gren      | Guld                  | Guld  | Silver                | Silver | Brons              | Brons |
| 200 meter | Don Quarrie · Jamaica | 20,23 | Millard Hampton · USA | 20,29  | Dwayne Evans · USA | 20,43 |

## Final
- Hölls 26 juli 1976

| Placering | Final                    | Tid     |
| --------- | ------------------------ | ------- |
|           | Don Quarrie (JAM)        | 20,23   |
|           | Millard Hampton (USA)    | 20,29   |
|           | Dwayne Evans (USA)       | 20,43   |
| 4.        | Pietro Mennea (ITA)      | 20,54   |
| 5.        | Rui da Silva (BRA)       | 20,84   |
| 6.        | Bogdan Grzejszczak (POL) | 20,91   |
| 7.        | Colin Bradford (JAM)     | 21,17   |
| 8.        | Hasely Crawford (TRI)    | 1.19,60 |

Den officiella listan har Crawford listad som DNF.

## Semifinaler
- Hölls den 26 juli 1976

| Placering | Heat 1                      | Tid   |
| --------- | --------------------------- | ----- |
| 1.        | Pietro Mennea (ITA)         | 20,67 |
| 2.        | Millard Hampton (USA)       | 20,69 |
| 3.        | Hasely Crawford (TRI)       | 20,99 |
| 4.        | Colin Bradford (JAM)        | 21.09 |
| 5.        | Georges Kablan Degnan (CIV) | 21.14 |
| 6.        | Roland Bombardella (LUX)    | 21.16 |
| 7.        | Nikolaj Kolesnikov (URS)    | 21.25 |
| 8.        | Peter Fitzgerald (AUS)      | 21.29 |

| Placering | Heat 2                   | Tid   |
| --------- | ------------------------ | ----- |
| 1.        | Don Quarrie (JAM)        | 20,48 |
| 2.        | Dwayne Evans (USA)       | 20,83 |
| 3.        | Rui da Silva (BRA)       | 21,01 |
| 4.        | Bogdan Grzejszczak (POL) | 21.14 |
| 5.        | Guy Abrahams (PAN)       | 21.15 |
| 6.        | Joseph Arame (FRA)       | 21.29 |
| 7.        | Lambert Micha (BEL)      | 21.46 |
| 8.        | Ainsley Bennett (GBR)    | 21.52 |

## Kvartsfinaler
- Hölls den 25 juli 1976

| Placering | Heat 1               | Tid   |
| --------- | -------------------- | ----- |
| 1.        | Dwayne Evans (USA)   | 20,56 |
| 2.        | Guy Abrahams (PAN)   | 20,72 |
| 3.        | Rui da Silva (BRA)   | 20,76 |
| 4.        | Colin Bradford (JAM) | 21.03 |
| 5.        | Peter Muster (SUI)   | 21.09 |
| 6.        | Zenon Nowosz (POL)   | 21.22 |
| 7.        | Pietro Farina (ITA)  | 21.31 |
| 8.        | Hugh Fraser (CAN)    | 21.57 |

| Placering | Heat 2                      | Tid   |
| --------- | --------------------------- | ----- |
| 1.        | Pietro Mennea (ITA)         | 20,70 |
| 2.        | Georges Kablan Degnan (CIV) | 20,91 |
| 3.        | Ainsley Bennett (GBR)       | 21,07 |
| 4.        | Nikolaj Kolesnikov (URS)    | 21.08 |
| 5.        | Thorsten Johansson (SWE)    | 21.08 |
| 6.        | Calvin Dill (BER)           | 21.40 |
| 7.        | Endre Lépold (HUN)          | 21.68 |
| —         | Richard Mitchell (AUS)      | DNS   |

| Placering | Heat 3                        | Tid   |
| --------- | ----------------------------- | ----- |
| 1.        | Don Quarrie (JAM)             | 20,28 |
| 2.        | Millard Hampton (USA)         | 20,83 |
| 3.        | Joseph Arame (FRA)            | 21,04 |
| 4.        | Lambert Micha (BEL)           | 21.09 |
| 5.        | Sammy Monsels (SUR)           | 21.29 |
| 6.        | Cuthbert Jacobs (ANT)         | 21.33 |
| 7.        | Tony Moore (FIJ)              | 21.75 |
| 8.        | Abdul Aziz Abdul Kareem (KUW) | 22.34 |

| Placering | Heat 4                   | Tid   |
| --------- | ------------------------ | ----- |
| 1.        | Hasely Crawford (TRI)    | 20,95 |
| 2.        | Bogdan Grzejszczak (POL) | 21.02 |
| 3.        | Roland Bombardella (LUX) | 21,03 |
| 4.        | Peter Fitzgerald (AUS)   | 21.07 |
| 5.        | Pedro Ferrer (PUR)       | 21.33 |
| 6.        | Walter Callander (BAH)   | 21.78 |
| 7.        | Armando Padilla (NCA)    | 22.74 |
| 8.        | Jean Mayer (FRA)         | 24.27 |

## Försöksheat
- Hölls den 25 juli 1976

| Placering | Heat 1                  | Tid   |
| --------- | ----------------------- | ----- |
| 1.        | Millard Hampton (USA)   | 21,11 |
| 2.        | Cuthbert Jacobs (ANT)   | 21,50 |
| 3.        | Colin Bradford (JAM)    | 21,57 |
| 4.        | Armando Padilla (NCA)   | 23.07 |
| 5.        | Hamed Ali (KSA)         | 23.37 |
| —         | Ainsley Armstrong (TRI) | DNF   |
| —         | Hannu Mäkelä (FIN)      | DNS   |

| Placering | Heat 2                   | Tid   |
| --------- | ------------------------ | ----- |
| 1.        | Rick Mitchell (AUS)      | 21,91 |
| 2.        | Peter Muster (SUI)       | 22,33 |
| 3.        | Hasely Crawford (TRI)    | 22,35 |
| 4.        | Calvin Dill (BER)        | 22.38 |
| —         | Felix Lopez Matias (DOM) | DNS   |
| —         | Aleksandr Aksinin (URS)  | DNS   |

| Placering | Heat 3                        | Tid   |
| --------- | ----------------------------- | ----- |
| 1.        | Dwayne Evans (USA)            | 20,96 |
| 2.        | Peter Fitzgerald (AUS)        | 21,35 |
| 3.        | Georges Kablan Degnan (CIV)   | 21,57 |
| 4.        | Abdul Aziz Abdul Kareem (KUW) | 22.44 |
| 5.        | Rawle Clarke (BAR)            | 22.75 |
| —         | Colin Thurton (BIZ)           | DNS   |
| —         | Petar Petrov (BUL)            | DNS   |

| Placering | Heat 4                    | Tid   |
| --------- | ------------------------- | ----- |
| 1.        | Guy Abrahams (PAN)        | 20,95 |
| 2.        | Thorsten Johansson (SWE)  | 21,05 |
| 3.        | Pietro Farina (ITA)       | 21,32 |
| 4.        | Nikolaj Kolesnikov (URS)  | 21.33 |
| 5.        | Mark Lutz (USA)           | 21.50 |
| 6.        | Christian Dorosario (SEN) | 21.96 |
| —         | Robert Martin (CAN)       | DNS   |

| Placering | Heat 5               | Tid   |
| --------- | -------------------- | ----- |
| 1.        | Pietro Mennea (ITA)  | 20,93 |
| 2.        | Zenon Nowosz (POL)   | 21,29 |
| 3.        | Joseph Arame (FRA)   | 21,34 |
| 4.        | Sammy Monsels (SUR)  | 21.60 |
| 5.        | Ramli Ahmad (MAS)    | 21.92 |
| —         | Clive Sands (BAH)    | DNF   |
| —         | Hermes Ramirez (CUB) | DNS   |

| Placering | Heat 6                   | Tid   |
| --------- | ------------------------ | ----- |
| 1.        | Ainsley Bennett (GBR)    | 21,26 |
| 2.        | Bogdan Grzejszczak (POL) | 21,35 |
| 3.        | Pedro Ferrer (PUR)       | 21,60 |
| 4.        | Tony Moore (FIJ)         | 21.82 |
| 5.        | Philippe Étienne (HAI)   | 22.57 |
| —         | Francisco Gómez (CUB)    | DNS   |
| —         | Valerij Borzov (URS)     | DNS   |

| Placering | Heat 7                 | Tid   |
| --------- | ---------------------- | ----- |
| 1.        | Don Quarrie (JAM)      | 20,85 |
| 2.        | Rui da Silva (BRA)     | 20,99 |
| 3.        | Endre Lépold (HUN)     | 21,50 |
| 4.        | Walter Callander (BAH) | 21.79 |
| 5.        | Marian Woronin (POL)   | 21.90 |
| 6.        | Ayoub Bodaghi (IRI)    | 22.47 |
| 7.        | Wavala Kali (PNG)      | 22.64 |

| Placering | Heat 8                   | Tid   |
| --------- | ------------------------ | ----- |
| 1.        | Roland Bombardella (LUX) | 21,18 |
| 2.        | Lambert Micha (BEL)      | 21,25 |
| 3.        | Jean Mayer (FRA)         | 21,25 |
| 4.        | Hugh Fraser (CAN)        | 21.54 |
| 5.        | Barka Sy (SEN)           | 21.54 |
| 6.        | Vittorio Milanesio (ITA) | 21.94 |
| —         | Silvio Leonard (CUB)     | DNS   |